# Big Science
Pour l'album de Laurie Anderson, voir Big Science (album).

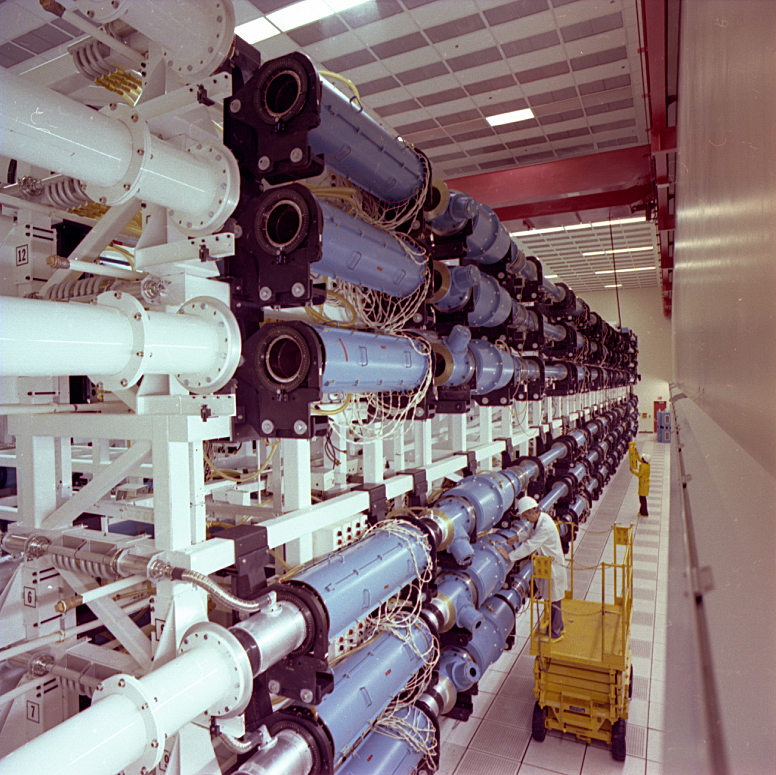
En 1977, l'achèvement du Shiva laser au Laboratoire national Lawrence Livermore introduit un nouvel instrument représentatif de la Big Science, la fusion par laser.

Le terme Big Science (en français, mégascience) est utilisé pour désigner un type de science apparu pendant et après la Seconde Guerre mondiale, requérant de larges investissements financiers et financé principalement par des gouvernements ou des groupements gouvernementaux internationaux.
Les efforts d'un individu ou d'un petit groupe (la Small Science) sont encore pertinents dans les années 2020, car ils peuvent conduire à des résultats théoriques ayant un impact significatif. Cependant, la vérification empirique de ces résultats théoriques nécessite souvent des expériences utilisant des constructions, comme le grand collisionneur de hadrons (LHC), coûtant des milliards de dollars.

## Développement
Bien que la science et la technologie aient toujours été des facteurs importants dans l'issue des guerres et aient toujours été financées par les autorités militaires, l'augmentation du financement de la science militaire après la Seconde Guerre mondiale n'a pas de précédent dans l'histoire. La Seconde Guerre mondiale a souvent été appelée la guerre des physiciens à cause du rôle joué par ces scientifiques dans le développement de nouvelles armes, notamment la fusée, le radar, et la bombe atomique. La majeure partie du développement du radar et de la bombe atomique ont eu lieu dans une nouvelle forme de centre de recherche : un grand laboratoire parrainé par le gouvernement, employant des milliers de techniciens et de scientifiques, et géré par des universités (dans ces deux cas, l'Université de Californie et le Massachusetts Institute of Technology).
Après l'explosion des premières bombes atomiques, l'importance de la recherche scientifique est devenue évidente pour tout pays souhaitant jouer un rôle majeur dans la politique internationale. Après le succès du Projet Manhattan, les gouvernements sont devenus les grands commanditaires de la science et le fonctionnement de la recherche a subi plusieurs changements importants. Cela a été particulièrement marqué aux États-Unis et en Union soviétique pendant la guerre froide, mais aussi, dans une moindre mesure, dans de nombreux autres pays.

## Définitions

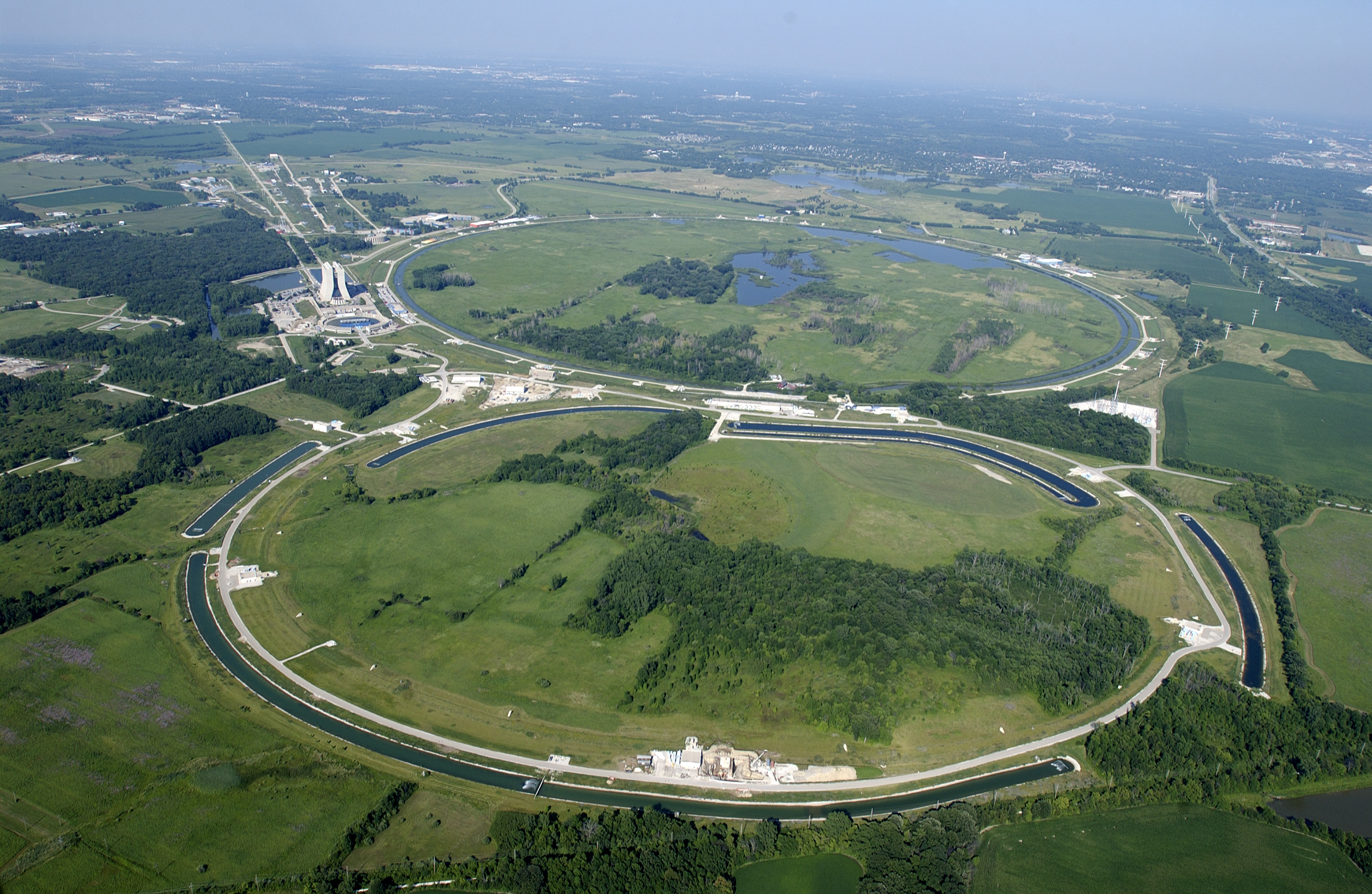
Les énormes accélérateurs de particules synchrotron à supraconductivité, de plusieurs kilomètres de diamètre, sont emblématiques de la Big Science. Sur la photo, le Tevatron du Fermilab.

La Big Science implique généralement une ou plusieurs des caractéristiques suivantes :
- budgets importants : ne dépendant plus de la philanthropie ou de l'industrie, les scientifiques utilisent des budgets d'une ampleur sans précédent autant pour la recherche fondamentale que pour la recherche appliquée ;
- équipes nombreuses : le nombre des scientifiques affectés à un même projet est souvent très important ; cela n'est pas sans créer des difficultés, et souvent des controverses, dans l'attribution des crédits pour les découvertes scientifiques (par exemple, les règles du prix Nobel permettent l'attribution d'un prix à trois personnes seulement ; cette règle exclut d'office les projets de Big Science) ;
- instruments de grandes dimensions : le cyclotron d'Ernest Lawrence au Lawrence Berkeley National Laboratory a inauguré une ère de gros instruments (nécessitant de gros budgets et de grosses équipes) dans la recherche scientifique fondamentale ; l'utilisation de plusieurs instruments, comme les nombreux séquenceurs utilisés pendant le projet du génome humain, est un autre exemple de cette caractéristique ;
- laboratoires de grande dimension : en raison de l'augmentation du coût de la recherche, la centralisation de la recherche dans de grands laboratoires (comme le Lawrence Berkeley National Laboratory ou le CERN) est devenue une stratégie rentable, même si cela a causé des problèmes d'accès aux installations.

À la fin du XXe siècle, on comptait des projets de Big Science non seulement en physique et en astronomie, mais aussi dans les sciences de la vie (par exemple, le projet du génome humain). Les lourds investissements du gouvernement et des industriels dans la science académique ont également brouillé la frontière entre la recherche publique et la recherche privée, où des départements universitaires entiers, même dans les universités publiques, sont souvent financés par des entreprises privées. Les militaires ont été à l'origine des premiers projets de Big Science, mais dans les années 2020, on compte plusieurs projets de Big Science qui ne sont pas des projets militaires.

## Critiques
L'avènement de la Big Science a généré de nouveaux problèmes dans la gestion des sciences et a suscité certaines critiques.
Par exemple, les résultats des expériences de la Big Science, qui nécessitent des machines massives et uniques comme les accélérateurs de particules, sont souvent difficiles à vérifier et à reproduire. Aussi, l'accès aux gigantesques installations scientifiques de la Big Science est souvent limité aux chercheurs reconnus, ce qui conduit à des accusations d'élitisme.
L'augmentation du financement gouvernemental se traduit souvent par une augmentation du financement militaire, ce qui, selon certains, trahit l'idéal du Siècle des Lumières qui est la quête de la connaissance pour elle-même. Par exemple, l'historien Paul Forman a fait valoir que, pendant la Seconde Guerre mondiale et la guerre froide, l'attribution massive de fonds liés à la défense a incité un changement dans la recherche en physique en déplaçant l'accent de la recherche fondamentale à la recherche appliquée.
Plusieurs scientifiques se plaignent également que l'exigence d'un financement accru les force à investir une grande partie de leur temps dans la recherche de subventions et dans d'autres activités bureaucratiques budgétaires. Aussi, les connexions intenses entre les intérêts académiques, gouvernementaux et industriels ont soulevé des doutes sur l'objectivité des scientifiques lorsque les résultats de leurs recherches peuvent être en conflit avec les intérêts de leurs commanditaires.
En outre, un large partage des connaissances scientifiques est nécessaire pour le progrès rapide des sciences fondamentales et appliquées. Toutefois, le partage de données peut être entravé pour diverses raisons. Par exemple, les découvertes scientifiques peuvent être interdites de publication par des intérêts militaires ou brevetés par des entreprises. La compétition pour les fonds de recherche peut également augmenter les cachotteries entre les scientifiques, car les évaluateurs peuvent valoriser l'unicité et l'originalité d'un projet plutôt que des améliorations à des sujets connus.

## Historiographie
La vulgarisation de l'expression Big Science est généralement attribuée à un article d'Alvin Weinberg, alors directeur du Laboratoire national d'Oak Ridge, publié dans la revue Science en 1961. C'était une réponse au discours d'adieu de Dwight D. Eisenhower, dans lequel le président sortant des États-Unis mettait en garde contre les dangers de ce qu'il appelait le complexe militaro-industriel et la soumission potentielle « des chercheurs de la nation au gouvernement fédéral, aux allocations de recherche et au pouvoir de l'argent ». Weinberg a comparé les grands projets de la science du XXe siècle aux merveilles des civilisations passées (les pyramides d'Égypte, le château de Versailles) :
L'article de Weinberg a mentionné des dangers que la Big Science faisait courir à la science — comme l'affirmation de l'astronome Fred Hoyle qu'un financement excessif de la science la rendrait grasse et paresseuse — et il a suggéré de limiter la Big Science aux laboratoires nationaux et de prévenir son incursion dans le système universitaire.
Depuis l'article de Weinberg, il y a eu de nombreuses études historiques et sociologiques sur les effets de la Big Science à la fois dans et hors des laboratoires. Peu de temps après cet article, Derek Price a donné une série de conférences qui ont été publiées en 1963 dans le livre Little Science, Big Science. Il décrit la transition historique et sociologique de la Small Science à la Big Science et les différences qualitatives entre les deux. Le livre a inspiré le domaine de la scientométrie ainsi que de nouvelles perspectives sur la science à grande échelle dans d'autres domaines.
L'historien Peter Galison a écrit plusieurs livres portant sur la formation de la Big Science. Les principaux thèmes comprennent l'évolution de la conception expérimentale, des expériences sur tables de laboratoire aux projets de collisionneurs ; les changements associés dans les normes de preuve ; et les modèles de communications entre des chercheurs dont l'expertise ne se recouvre que partiellement. Galison a introduit la notion de « zones commerciales », empruntée à l'étude sociolinguistique des pidgins, pour caractériser la manière dont ces groupes apprennent à interagir.
D'autres historiens ont postulé de nombreux précurseurs à la Big Science : l'Uraniborg de Tycho Brahe (dans lequel des instruments astronomiques importants ont été construits, souvent avec peu d'utilité pratique) et le grand laboratoire de cryogénie établi par Heike Kamerlingh Onnes en 1904 ont été cités comme des exemples de Big Science.

### Citations originales
1. ↑  (en) « When history looks at the 20th century, she will see science and technology as its theme; she will find in the monuments of Big Science—the huge rockets, the high-energy accelerators, the high-flux research reactors—symbols of our time just as surely as she finds in Notre Dame a symbol of the Middle Ages. ... We build our monuments in the name of scientific truth, they built theirs in the name of religious truth; we use our Big Science to add to our country's prestige, they used their churches for their cities' prestige; we build to placate what ex-President Eisenhower suggested could become a dominant scientific caste, they built to please the priests of Isis and Osiris. »